# Icteralaria
Icteralaria is een geslacht van vlinders van de familie bladrollers (Tortricidae).

## Soorten
- I. ichnobursa Razowski, 1992
- I. idiochroma Razowski, 1992